# العلاقات اللبنانية النيبالية
العلاقات اللبنانية النيبالية هي العلاقات الثنائية التي تجمع بين لبنان ونيبال.

## مقارنة بين البلدين
هذه مقارنة عامة ومرجعية للدولتين:
| وجه المقارنة                                              | لبنان                                                                | نيبال                             |
| --------------------------------------------------------- | -------------------------------------------------------------------- | --------------------------------- |
| المساحة (كم2)                                             | 10.45 ألف                                                            | 147.18 ألف                        |
| عدد السكان (نسمة)                                         | 6.10 مليون                                                           | 29.40 مليون                       |
| الكثافة السكانية (ن./كم²)                                 | 583.73                                                               | 199.76                            |
| العاصمة                                                   | بيروت                                                                | كاتماندو                          |
| اللغة الرسمية                                             | اللغة العربية، لغة فرنسية                                            | اللغة النيبالية                   |
| العملة                                                    | ليرة لبنانية                                                         | روبية نيبالية                     |
| الناتج المحلي الإجمالي (بليون دولار)                      | 51.84 مليار                                                          | 24.47 مليار                       |
| الناتج المحلي الإجمالي (تعادل القوة الشرائية) بليون دولار | 81.54 مليار                                                          | 70.20 مليار                       |
| الناتج المحلي الإجمالي الاسمي للفرد دولار أمريكي          | 8.05 ألف                                                             | 743                               |
| الناتج المحلي الإجمالي للفرد دولار أمريكي                 | 17.46 ألف                                                            | 2.37 ألف                          |
| مؤشر التنمية البشرية                                      | 0.769                                                                | 0.548                             |
| رمز المكالمات الدولي                                      | +961                                                                 | +977                              |
| رمز الإنترنت                                              | .lb                                                                  | .np                               |
| المنطقة الزمنية                                           | ت ع م+02:00، ت ع م+03:00، توقيت شرق أوروبا، توقيت شرق أوروبا الصيفي ‏ | UTC+05:45، التوقيت الموحد لنيبال ‏ |

## منظمات دولية مشتركة
يشترك البلدان في عضوية مجموعة من المنظمات الدولية، منها:
| علم المنظمة | اسم المنظمة                               | تاريخ انضمام لبنان | تاريخ انضمام نيبال |
| ----------- | ----------------------------------------- | ------------------ | ------------------ |
|             | مؤسسة التنمية الدولية                     | 10 أبريل 1962      | 6 مارس 1963        |
|             | مؤسسة التمويل الدولية                     | 28 ديسمبر 1956     | 7 يناير 1966       |
|             | منظمة حظر الأسلحة الكيميائية              | ?                  | ?                  |
|             | الأمم المتحدة                             | 24 أكتوبر 1945     | 14 ديسمبر 1955     |
|             | منظمة الشرطة الجنائية الدولية             | ?                  | ?                  |
|             | البنك الدولي للإنشاء والتعمير             | 14 أبريل 1947      | 6 سبتمبر 1961      |
|             | الاتحاد البريدي العالمي                   | ?                  | ?                  |
|             | المركز الدولي لتسوية المنازعات الاستشارية | 25 أبريل 2003      | 6 فبراير 1969      |
|             | وكالة ضمان الاستثمار متعدد الأطراف        | 19 أكتوبر 1994     | 9 فبراير 1994      |
|             | يونسكو                                    | 4 نوفمبر 1946      | 1 مايو 1953        |

## وصلات خارجية
- موقع وزارة الخارجية النيبالية